# Фельзитова структура
Фельзитова структура (рос. фельзитовая структура, англ. felsitic texture; нім. felsitische Struktur f) – мікрокристалічна структура основної маси кислих ефузивних порід, що складається з дрібних кристалічних утворень (зерен, волокон і т.д.), які важко ідентифікувати і тонкорозподіленого склуватого матеріалу. Найчастіше зустрічається в кварцових порфірах і кварцових порфіритах.